# Euonthophagus amieti
Euonthophagus amieti là một loài bọ cánh cứng trong họ Bọ hung (Scarabaeidae).